# 黒宮あや
黒宮 あや（くろみや あや、1998年11月28日 - ）は、日本のミュージシャン、元ジュニアアイドル。埼玉県出身。元バンビーナ、チャーム所属。

## 概要・人物
いもうとシスターズの元メンバーで関東1期生。デビュー当初は姓の付かない「あや」名義で活動していたが、途中から「黒宮あや」名義となる。
妹は黒宮れい。
2011年7月、当時同じ事務所に所属していた黒宮れい、後藤聖良、まりあと共にガールズバンド「BRATS」を結成し、ベースを担当する。
趣味はピック集め、特技はベース、何時間でも寝られること。
ベーシストの宮入俊悟をお兄ちゃんと呼び公私共に親交があるが血縁関係は不明。

## 作品

### 映像作品

#### DVD
- Drop Attractive 06 AYA（2009年9月15日、ドロップ）
- Drop Attractive 08 AYA（2009年9月30日、ドロップ）
- ふわふわ時間（2009年10月10日、らむね）
- ゆびきりげんまん！（2009年11月25日、らむね）
- たっぷり あや（2010年1月25日、アイマックス）
- たっぷり あや Part2（2010年2月10日、アイマックス）
- たっぷり あや Part3（2010年4月10日、アイマックス）
- たっぷりあや Part4（2010年6月10日、アイマックス）
- たっぷりあや Part5（2010年8月10日、アイマックス）
- いもうと目線 あやとふたりっきり 目線そらすな、ボクの妹… ※発売中止
- たっぷりあや Part6（2010年10月10日、アイマックス）
- たっぷりあや Part7（2010年11月10日、アイマックス）
- たっぷりあや Part8（2010年12月22日、アイマックス）
- 純真無垢 〜ホワイトレーベル〜（2011年2月25日、アイマックス）
- 純真無垢 〜ホワイトレーベル〜 Part2（2011年4月25日、アイマックス）
- ニーハイコレクション 〜絶対領域〜（2011年7月25日、アイマックス）
- しまコレ 〜しましまコレクション〜（2011年10月25日、アイマックス）
- Daisy（2011年11月30日、大洋図書）
- 純真無垢 〜ホワイトレーベル〜 Part3（2012年1月25日、アイマックス）
- ニーハイコレクション 〜絶対領域〜 Part2（2012年5月10日、アイマックス）
- 夏少女（2012年11月25日、アイマックス）
- ニーハイコレクション 〜絶対領域〜 Part3（2013年3月10日、アイマックス）
- ニーハイコレクション 〜絶対領域〜 Part4（2013年7月25日、アイマックス）
- 夏少女 Part2（2012年9月25日、アイマックス）
- ニーハイコレクション 〜絶対領域〜 Part5（2013年11月10日、アイマックス）
- 常夏パラダイス（2014年3月25日、アイマックス）
- 常夏パラダイス Part2（2014年5月25日、アイマックス)
- ギュってして（2014年10月25日、ウーノ)

#### Blu-ray Disc
- いもうと目線 あやとふたりっきり 目線をそらすな、ボクの妹…（2011年9月10日、アイマックス）
- しまコレ 〜しましまコレクション〜（2011年10月25日、アイマックス）
- 純真無垢 〜ホワイトレーベル〜 Part3（2012年1月25日、アイマックス）
- いもうと目線 あやとふたりっきり 目線をそらすな、ボクの妹… Part2（2012年2月10日、アイマックス）
- ニーハイコレクション 〜絶対領域〜 Part2（2012年5月10日、アイマックス）
- 夏少女（2012年11月25日、アイマックス）
- ニーハイコレクション 〜絶対領域〜 Part3（2013年3月10日、アイマックス）
- ニーハイコレクション 〜絶対領域〜 Part4（2013年7月25日、アイマックス）
- 夏少女 Part2（2012年9月25日、アイマックス）
- ニーハイコレクション 〜絶対領域〜 Part5（2013年11月10日、アイマックス）
- 常夏パラダイス（2014年3月25日、アイマックス）
- 常夏パラダイス Part2（2014年5月25日、アイマックス）
- ギュってして（2014年10月25日、ウーノ）

### 雑誌
- 週刊プレイボーイ（集英社）
- JSガール（三栄書房）